# Celles (Noreña)
Celles (Ceis en asturià i oficialment Ceyes/Ceis) és una parròquia del conceyu asturià Noreña. La parròquia té una població de 76 habitants (INE 2008) i ocupa una extensió d'1,56 km². Es troba a 3 km de la capital del concejo.
La seua església parroquial està dedicada a Sant Joan.

## Nuclis de població
- La Braña (llogaret): 14 habitants
- La Carril (mas): 1 habitants
- La Felguera (llogaret): 33 habitants
- La Peral (llogaret): 4 habitants
- Otero (L'Otero en asturià) (llogaret): 16 habitants
- San Andrés (mas): 8 habitants
- Serrapicón (mas): deshabitada